# N-01C
docomo STYLE series N-01C（ドコモ スタイル シリーズ エヌ ゼロ いち シー ）は、NECカシオ モバイルコミュニケーションズによって開発された、NTTドコモの第三世代携帯電話（FOMA）端末である。docomo STYLE seriesの端末。

## 概要
2009年冬春モデルのdocomo STYLE series N-01Bの事実上の後継機種にあたる。ほぼ同時期に発売されたN-02Cと形状は似ているが、サイズが一回りスリムコンパクトで、機能を少し落とし価格を抑えたモデルとなる。 
この端末の一番の特徴は、キーボード部分と先端部、背面ディスプレーのイルミネーションとなる。メールや電話の着信時、通話時、カメラ操作時には先端部分が50種類のパターンで七色に光らせることができる「背面イルミネーション」やキーボードも複数色で発光する「オーロライルミネーション」などがある。また背面ディスプレーもアラーム時や着信時に、20種類のアニメーションを表示させることができる。
またkiss kiss Pinkではインテリア雑貨ブランド「アバウトアガール」とのコラボレーションモデルとなり、筐体には大切な人へのメッセージを綴ったプリント調になっている。特徴的なキーフォントを採用している他、十字キーやディスプレー周りをゴールドに装飾し、内側カメラはハートマークとなっている。更に3WAYスタイルのゴールドチェーン付パーティリボンポーチが同梱されている他、オリジナルの待ち受け画面などのコンテンツもプリインストールされている。

## カメラ
カメラはN-02Cと同様にソニーのCMOSイメージセンサー「Exmor for mobile」を採用。瞬速起動（約0.5秒）と瞬速撮影（撮影間隔約0.6秒）対応の「瞬撮」カメラが搭載されているほか、6軸手ブレ補正+被写体ブレ補正+高感度ブレ補正に対応している。その他にスポーツ撮影モードなどが搭載されている。オート撮影の際にはNECが開発したPictMagic IVにより人物、風景など撮影シーンを自動判別して露出を自動で調整し撮影することが可能となるほか、トイカメラ機能なども搭載されている。
また女性を意識した機能として、ビューティー雑誌「MAQUIA」監修のビューティーモードが搭載されており、撮影した人物の写真を「アイシャドウ」「チーク」「ハイライト」など10種類のメイクアイテムを使って編集を楽しむことができる。内側カメラはクイックボタンを押すだけで鏡のように液晶画面に自分の顔を映すハンドミラー機能が搭載されており、外出時に手鏡がなくてもケータイで化粧や髪型をさりげなくチェックできる。またハンドミラーライトも備えており、薄暗い場所でもミラー機能が使える。
高画質な外側カメラで自分撮りをしたい場合は、被写体がカメラにはいった際に音やランプの点灯で知らせてくれるので、液晶画面を見なくても失敗なく撮影できる。
動画撮影においてはハイビジョンムービーの撮影にも対応した。
また顔認識機能も搭載されており、顔登録された人物が写っている写真だけアルバムに表示させることも可能となる。

## その他機能
テキスト入力したメールを1度の操作でデコメ絵文字やデコメピクチャ入りのメールに変換する「かんたんデコメ機能」や、ダウンロードしたデコメ絵文字に読み仮名登録をし、変換候補にする「デコメ絵文字読み登録機能」が搭載されている。またアイコンをデコメ絵文字にすることができ、自分だけのアイコン表示をおこなうことができる。
また今まで富士通製の携帯電話に多く搭載されていた「シークレット機能」充実した。シークレット登録した人のメールのシークレットフォルダへの自動転送や発着信履歴の非表示、電池アイコンの変化で、シークレット着信を知らせてくれる。
通信機能においてはHSDPA7.2Mbps/HSUPA5.7Mbpsにも対応する。他GSM通信にも対応する。
| 主な対応サービス                   | 主な対応サービス                                                    | 主な対応サービス                       | 主な対応サービス                                 |
| ---------------------------------- | ------------------------------------------------------------------- | -------------------------------------- | ------------------------------------------------ |
| タッチパネル                       | FOMAハイスピード7.2Mbps(受信)／5.7Mbps(送信)                        | Bluetooth                              | DCMX／おサイフケータイ                           |
| iアプリオンライン／地図アプリ      | 直感ゲーム／メガiアプリ                                             | iウィジェット                          | マチキャラ／iコンシェル(※)                       |
| ホームU／ポケットU                 | GPS／ケータイお探し                                                 | デコメール／デコメ絵文字／デコメアニメ | iチャネル                                        |
| 着もじ                             | テレビ電話／キャラ電                                                | ケータイデータお預かりサービス         | フルブラウザ                                     |
| おまかせロック／ バイオ認証        | 外部メモリーへiモードコンテンツ移行／ユーザーデータ一括バックアップ | トルカ                                 | iC通信／iCお引越しサービス                       |
| きせかえツール／ダイレクトメニュー | バーコードリーダ／名刺リーダ                                        | 2in1                                   | エリアメール／ソフトウェアーアップデート自動更新 |
| GSM／3Gローミング（WORLD WING）    | 着うたフル／うた・ホーダイ                                          | Music&Videoチャネル／ビデオクリップ    | デジタルオーディオプレーヤー(WMA)(AAC)(SD-Audio) |

※オートGPS、海外GPS対応

## 搭載アプリ
以下のiアプリが購入時に端末にプリインストールされている。
| アプリ名                       | 概要 |
| ------------------------------ | --- |
| ルナルナ女性の医学             | 生理予定日、排卵予定日などの情報を確認できるウィジェット |
| コミック／小説ビューア         | 話題のコミックや小説を立ち読みできるアプリ |
| ファミスタワイヤレス FM版      | ユーザー同士の熱い対戦を楽しめる国民的野球ゲーム |
| 音楽パズルルミネス             | 音楽&プレイと連動したパズルゲーム |
| iアバターメーカー              | iアバターを作成するアプリ。 |
| フォト文字クリエイター         | カメラで撮影した画像やデータBOX内の画像に、メッセージやスタンプ画像を貼り付けるなど、画像加工が簡単にできるアプリ                                                                                     |
| ドコモWebメール                | パソコンからも、FOMA端末からも利用できるメールサービス「ドコモWebメール」のアプリ |
| i Bodymo アプリ                | 「歩く」「食べる」など普段やっていることを楽しみながら続けられる健康サポートサービス「i Bodymo（iボディモ）」のアプリ                                                                                 |
| モバイルgoogleマップ           | Googleマップを表示して地域情報やストリートビューなどを表示できるアプリ |
| 日英版しゃべって翻訳 for N     | 音声入力により、主に旅行で使われる言葉を日本語から英語、英語から日本語に翻訳するアプリ |
| Gガイド番組表リモコン          | テレビ番組表の表示やAVリモコンの機能を持ったアプリ |
| iD設定アプリ                   | おサイフケータイを使った、クレジット決済サービスiDの設定アプリ |
| DCMXクレジットアプリ           | NTTドコモが提供するクレジットサービス、DCMXの設定アプリ |
| モバイルSuica登録用iアプリ     | モバイルSuica契約用のiアプリ |
| iアプリバンキング              | モバイルバンキングを簡単に利用するためのアプリ |
| マクドナルド トクするアプリ    | 日本マクドナルドのかざすクーポンなどを利用するためのアプリ |
| 地図アプリ                     | GPSを利用して、目的地の検索や交通手段を使ったルートを表示するアプリ |
| 楽オク☆アプリ                  | 楽天オークション用のアプリ |
| iWウォッチ                     | iウィジェット画面でグラフィカルに時計や電池残量を確認することができるアプリ |
| Start! iウィジェット           | iウィジェットの使い方をムービーで見ることができるiアプリ |
| お天気予報ウィジェット for N   | 登録地域の雨レーダーと今日・明日の天気をいつでもチェックできるアプリ |
| 駅探 乗換案内                  | 発到着駅を入力するだけで最適経路を案内する駅探謹製のiウィジェット |
| ROID ウィジェット2             | モバイルサイト「ROID」の更新情報などを通知してくれるiウィジェット。 |
| 株価アプリ                     | 指定銘柄の株価情報を表示するアプリ。 |
| かざす請求書                   | 毎月のドコモの利用料金の情報をおサイフケータイに取得し、請求書が無くてもコンビニエンスストアで決済できるアプリ。（本サービスはセブン-イレブンのみ対応。そのため、電子マネー「nanaco」での支払も可能） |
| FOMA通信環境確認アプリ         | FOMAハイスピードエリアやマイエリアを利用できるかを確認することができるiアプリ。 |
| ドコモ料金案内                 | 通話料やパケット通信料の履歴を確認できるアプリ。 |
| 電子マネー「nanaco」           | おサイフケータイ電子マネーnanacoアプリ。 |
| ビックポイント機能付きケータイ | おサイフケータイを利用して、ビックカメラの「ビックポイントカード」として利用できるアプリ。 |
| ヨドバシゴールドポイントカード | ヨドバシカメラの「ヨドバシゴールドポイントカード」として利用できるアプリ。 |
| ぷっちんパズル体験記           | パズルゲーム |

上記のアプリの他、ドコモマーケットなどから、様々なアプリケーションのダウンロードが可能となる。

## 歴史
- 2010年11月8日 - F-01C・F-02C・F-03C・F-04C・F-05C・F-06C・L-01C・L-02C・L-03C・Optimus chat L-04C・N-01C・N-02C・N-03C・P-01C・P-02C・P-03C・SH-01C・SH-02C・LYNX 3D SH-03C・SH-04C・SH-05C・SH-06C・ブックリーダー SH-07C・TOUCH WOOD SH-08C・REGZA Phone T-01C・HW-01C・BlackBerry Curve 9300・フォトパネル03の開発並びに一部機種の発売を発表。
- 2010年11月12日 - 発売開始。

## 不具合
2010年11月12日に以下の不具合の修正がソフトウェアアップデートによって行われた。
- スケジュール機能において、スケジュール表示時に画面スクロールができない場合がある。

2010年12月13日に以下の不具合の修正がソフトウェアアップデートによって行われた。
- 着信音など、音が鳴らない場合がある。

2011年2月10日に以下の不具合の修正がソフトウェアアップデートによって行われた。
- メール受信時、サブディスプレイに送信元などの情報が表示されない場合がある。[1]